# Південний Шварцвальд
Південний Шварцвальд (нім. Südschwarzwald) — найвища частина Шварцвальду, території , сильно зміненої льодовиковим зледенінням, на південь від лінії приблизно від Фрайбурга до Донауешингена . 
Термін Високий Шварцвальд не зовсім ідентичний; до нього зазвичай також включають найвищу частину Середнього Шварцвальду, на південний схід від долини Ельц. 
Природний парк Південний Шварцвальд також займає цю територію, поширюючись на весь Високий Шварцвальд, а також на кілька периферійних територій.

## Опис
На відміну від Північного Шварцвальду, який характеризується майже паралельними гірськими хребтами та плато, та значно деградованого Середнього Шварцвальду, у Південному Шварцвальді домінує центральне плато, від якого радіально відходять більшість великих долин. . 
Найвищі вершини центральної височини — Фельдберг (1493 м) і Герцогенгорн (1415 м). 
Над Рейнською рівниною височать гори Бельхен (1414 м), Шауїнсланд (1284 м) і Блауен (1165 м). 
Іншими відомими вершинами є Блеслінг (1309 м) і Гохкопф (1263 м) на півдні та Гохфірст (1190 м) на сході. 
Від району Фельдберга течуть Візе, що прямує на південний захід, Альб — на південь, Шварца/Шлюхт, яка тече по місцевості, що спускається на південний схід, Вутах, спочатку прямує на схід, а верхів’я Дрейсама круто спадають на північний захід до Фрайбургу.
На захід від лінії, що веде від долини Гелленталь до ущелини Вера , рельєф характеризується нерівними високогір’ями з крутими схилами з перепадом висот від 400 до 1000 метрів; на сході розташована земля з хвилястими височинами з широкими долинами та перепадами висоти від 150 до 400 метрів.
Гнейс є переважаючою породою з невеликими гранітними інтрузіями. 
Порфірові шари іноді зустрічаються в горах. 
На відміну від Північного Шварцвальду, покрив строкатого пісковику з його платоподібними формами гір тонший і менше впливає на рельєф.
Частка лісів у Південному Шварцвальді менша порівняно з двома іншими регіонами.